# Wendlebury
Wendlebury is een civil parish in het bestuurlijke gebied Cherwell, in het Engelse graafschap Oxfordshire met 421 inwoners.

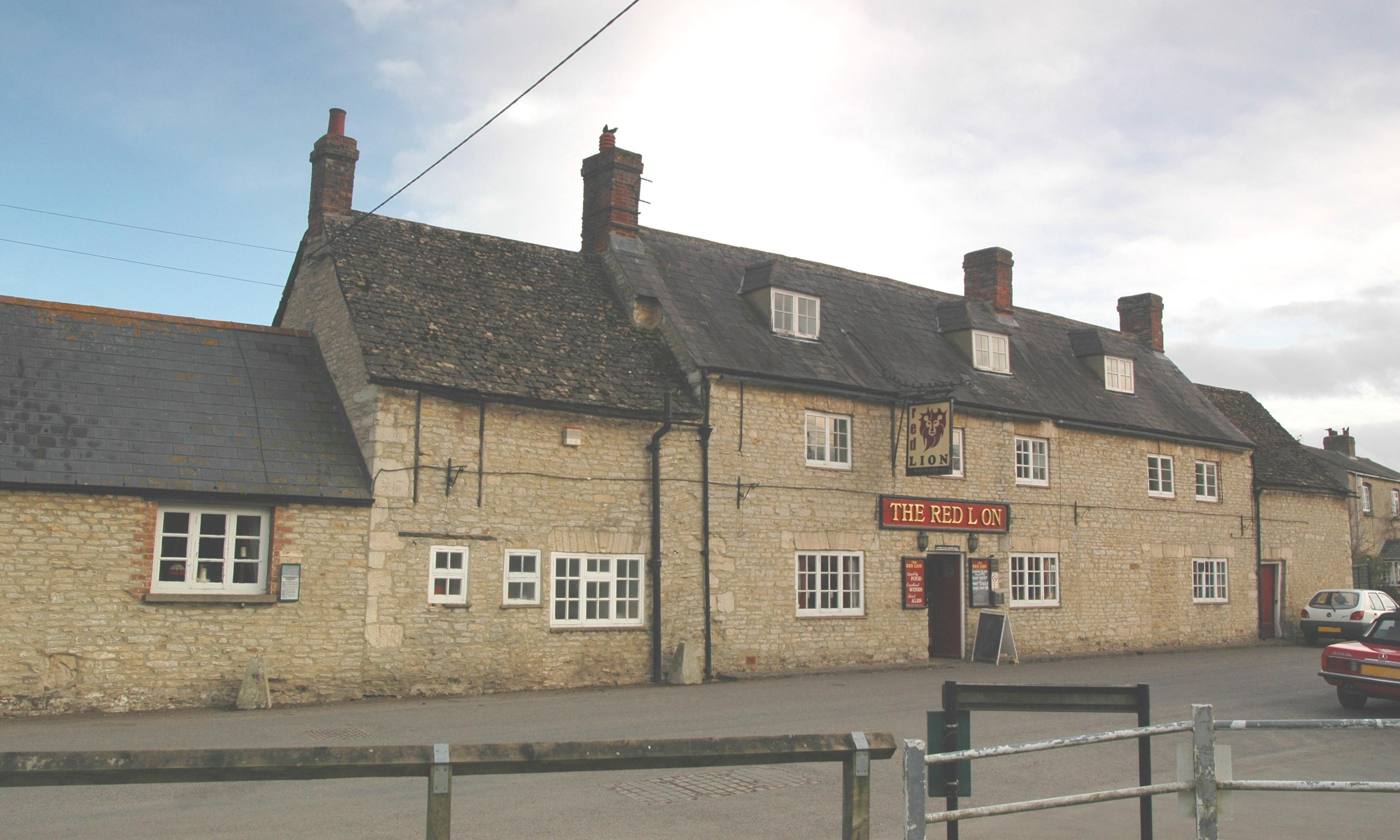
The Red Lion